# Turkse knoop

## Touwknoop
De gewone Turkse knoop is een eindeloze, in cirkel gelegde, driedraadsvlecht, die gemaakt wordt met één doorlopende draad. Het is echter ook mogelijk een vlecht met meer dan drie draden te vlechten.
Met name in scoutingcontext wordt hij nog weleens gebruikt om de twee uiteinden van de das bijeen te houden.

## Tapijtknoop
De Turkse knoop is ook een andere benaming voor de symmetrische tapijtknoop, zoals gebruikt bij het knopen van Oosterse tapijten. Nog een synoniem hiervoor is de term Ghiordes-knoop.